# Ferdinando Rodolfi
Ferdinando Rodolfi (* 7. August 1866 in San Zenone al Po, Provinz Pavia, Italien; † 12. Januar 1943 in Vicenza) war Bischof von Vicenza. In Italien ist er besonders durch sein Engagement während des Ersten Weltkriegs bekannt.

## Leben

### Bis Ende des Ersten Weltkrieges
Ferdinando Rodolfi trat 1878 ins Priesterseminar von Pavia ein und empfing am 4. Februar 1889 die Priesterweihe durch Agostino Gaetano Riboldi, Bischof von Pavia und später Kardinal. Schon ab 1888 unterrichtete er in Pavia Mathematik und Naturwissenschaften, diese Tätigkeit übte er bis 1911 aus. 1902 erwarb Rodolfi einen Abschluss in Philosophie, 1904 wurde er als Theologe promoviert.
Papst Pius X. ernannte ihn am 14. Februar 1911 zum Bischof von Vicenza. Die Bischofsweihe spendete ihm am 7. Mai desselben Jahres Francesco Ciceri, Bischof von Pavia. Mitkonsekratoren waren Antonio Anastasio Rossi, Erzbischof von Udine, und Giovanni Cazzani, Bischof von Cesena. Die Inthronisation fand am 23. Juli 1911 statt. 1912 wurde er Ehrenpräsident der von Geremia Bonomelli gegründeten Auslandsfürsorge für Italiener. Der fortschrittliche Rodolfi verfolgte als Bischof eine Versöhnung zwischen Wissenschaft und Kirche, wobei ihm gerade zu Zeiten des Antimodernismuskampfes unter Pius X. innerkirchlicher Widerstand entgegenschlug. Zudem reformierte er die pastorale Arbeit in Vicenza.
Im Ersten Weltkrieg war er nicht neutral, sondern unterstützte die italienische Seite. Schon 1915 bezog er hier Position und betete „für die Größe Italiens“. Das diözesane Priesterseminar ließ er zu einem Lazarett für Soldaten umfunktionieren. Im Mai 1916, als Österreich-Ungarn die Südtiroloffensive gegen Italien startete, ergriff er Maßnahmen zur Sicherung des Wohls von Bevölkerung und Soldaten. Er führte zu dieser Zeit auch Korrespondenz mit Kardinalstaatssekretär Pietro Gasparri, um aktuelle Informationen über die Kriegswirren in der Region um Vicenza zu erhalten. Am 4. November 1918 verkündete er den Gläubigen vom Balkon des Rathauses den Sieg Italiens. Für sein Engagement wurde Rodolfi am 25. Februar 1920 von der italienischen Regierung mit dem Ritterorden der hl. Mauritius und Lazarus ausgezeichnet.

### Ab 1918
Nach Kriegsende sorgte er für eine Belebung der Azione Cattolica, auch um dem wachsenden Einfluss des Sozialismus entgegenzusteuern. 1922 wurde in Rodolfis Auftrag die Initiative Che il popoli canti gegründet, um den liturgischen Gesang zu reformieren und stärker zu verbreiten.
Ferdinando Rodolfis Haltung zum Faschismus ist widersprüchlich. Einerseits begrüßte er wie Papst Pius XI. den Einsatz der Faschisten gegen den Sozialismus und die Wiederherstellung von Recht und Ordnung in Italien. Er verurteile jedoch die Gewalt, die das Regime einsetzte. Als im April 1924 in Sandrigo zwei Priester ermordet wurden, schrieb er sofort einen Protestbrief an Benito Mussolini. Der besuchte Vicenza und sorgte für eine Versöhnung. Nach Abschluss der Lateranverträge 1929 versuchte das faschistische Regime, katholische Jugendorganisationen aufzulösen, wogegen Rodolfi ebenfalls Protest einlegte.
Hingegen befürwortete er ab 1935 die Kolonialpolitik Italiens in Äthiopien. In einem Brief an Klerus und Volk sprach er von der „Zusammenarbeit für den Aufschwung zum Wohl des Vaterlandes“. Als Italien 1940 in den Zweiten Weltkrieg eintrat, verhielt er sich anders als im Ersten Weltkrieg neutral. Ohne politisch Position zu beziehen, sprach Rodolfi von der Hoffnung auf dauerhaften Frieden.
Ab 1941 verschlechterte sich sein Gesundheitszustand zusehends. Ferdinando Rodolfi starb 1943 mit schwerer Krankheit im Alter von 76 Jahren.